# Rácegrespuszta
Rácegrespuszta Magyaratád része, de egykor önálló falu volt.

## Története
Rácegres területe már a vaskorban és a bronzkorban is lakott volt. A honfoglalás idején a környéken nagyrészt szláv és avar népelemek voltak jelen. A szomszéd település, Zimány neve is szláv eredetű szóból származik, ami arra enged következtetni, hogy a honfoglaláskor ide települők már egy meg lévő szlávok lakta települést talált. A környék településneveiből is látszik (Örs, Bese, Atád, stb.) hogy erre a környékre a honfoglaláskor török nyelvű magyar, kabar, besenyő népek költözhettek. A mai Rácegres őse, Egres az Árpád-korban jött létre. Az első írásos emlék 1280-ból származik. Az akkor még Kisegresd néven előforduló település papja 1333-ban Jakab, 1334-ben Miklós volt. Mindkét évben negyven kis D tizedet fizettek. 1430. február 17-én Lőrinc nevű rectorát és Szent László tiszteletére szentelt parochiális egyházát említik. A templom a régi temetőben állhatott. 1536-ban a pannonhalmi apátságé volt. A török hódoltság alatt a falut felégették, lakossága odaveszett vagy elmenekült. Helyükre rácok telepedtek. 1689-ben a magyar felszabadító erők visszafoglalták a török-rácoktól. 1695-ben a kaposvári districtus falvait írták össze. Ebből kiderül, hogy Rácegrest "görög" vallású rácok, azaz szerbek lakják. 1704-ben a Rákóczi-szabadságharc során a rác csapatok, akiket az osztrákok szabadítottak a megyére, Rácegrest egészen feldúlták. Ezek után megint újratelepült a falu és 1726-tól az Eszterházy hitbizományhoz tartozott. Az 1945-ös földosztásig az Eszterházy család birtoka volt. A  második világháborúig Beck Miksa bérelte és igazgatta a birtokot.  A 19. század második felében egy "urasági intézői lakás" állt az uradalom közepén. 1916-ban Rácegresre érkezett a háború miatt Erdélyből, Maros-Torda vármegyéből 105 menekült. 1938-tól Beck Miksa bérbe adta a földeket az uradalmi cselédeknek. 1945-ben a cselédek elbontották a régi cselédházakat, helyettük új házakat, gazdasági épületeket építettek maguknak. Ekkor települt ki a falu a mostani helyére. Az Eszterházy uradalom földjét szétosztották a volt cselédek között. Az "uraság intézői lakást" iskolaként használták tovább, amíg be nem zárták, majd 1982-ben elbontották. 1958-ig Zimányhoz tartozott közigazgatásilag. Jelenleg Magyaratádhoz tartozik.

## Demográfia
1910-es népszámlálás során 247 magyar lakosa volt, amelyből 218-an római katolikusok, 29-en pedig reformátusok voltak. 
Mostani népessége: kb. 160-170 fő körül van.  
[forrás?]
Nemzetiségei: nagy többségben magyarok, cigány kisebbséggel.

## Nevezetesség
- A római katolikus imaház.
- Harangláb.
- Kőkereszt a temetőben